# Sergueï Starostine
Pour les articles homonymes, voir Starostine.
Sergueï Anatolievitch Starostine (en russe : Сергей Анатольевич Старостин), né à Moscou le 24 mars 1953 et mort dans la même ville le 30 septembre 2005, est un linguiste russe connu principalement par ses travaux en linguistique historique.

## Travaux
Sergueï Starostine a contribué à la reconstruction par la méthode comparative de diverses proto-langues qui seraient à l'origine de plusieurs familles linguistiques d'Eurasie. Il a ainsi travaillé sur les langues turques, les langues mongoles, les langues toungouses, et a soutenu leur origine commune au sein de la famille des langues altaïques, couramment citée mais non reconnue comme valide par tous les linguistes. Il a également proposé d'étendre le groupe au coréen et aux langues japoniques et a reconstruit un proto-altaïque correspondant à cette hypothèse élargie.
Il a réalisé de nombreux travaux sur les langues caucasiennes et soutenu la parenté de deux de leurs groupes, les langues abkhazo-adygiennes et les langues nakho-daghestaniennes, au sein d'une famille nord-caucasienne. Il a également travaillé à la reconstruction des proto-langues à l'origine des langues sino-tibétaines et des langues ienisseïennes. À partir de 1984, il a développé une hypothèse sino-caucasienne selon laquelle le nord-caucasien tel que défini plus haut, le sino-tibétain et l'ienisseïen partageraient une origine commune. L'hypothèse fut élargie en 1991 par Sergueï Nikolaïev aux langues na-dené,  une famille de langues amérindiennes, et en 1996 par John Bengtson au basque et au bourouchaski,  l'ensemble de ces langues formant la superfamille des langues dené-caucasiennes. Cette théorie reste aujourd'hui très controversée et rejetée par de nombreux linguistes.
En 1985, il a commencé à constituer une base de données étymologiques sur un grand nombre de langues d'Eurasie, appelé Tower of Babel.
Sergueï Starostine est mort brusquement le 30 septembre 2005 d'un infarctus, peu après une conférence à Moscou. Il était alors professeur à l'Université d'État de Moscou et conférencier de l'Université de Leyde, qui lui avait décerné en juin 2005 le titre de docteur honoris causa.

## Ouvrages principaux
- 1984 Gipoteza o genetičeskich svjazjach sino-tibetskich jazykov s enisejskimi i severnokavkazskimi jazykami. (« Une hypothèse sur la parenté génétique des langues sino-tibétaines avec les langues nord-caucasiennes et ienisseïennes ») Lingvističeskaja rekonstrukсija i drevnenejšaja istorija vostoka 4, Moscou. (Version anglaise par Chevorochkine, 1991.)
- 1986 (avec Igor Mikhaïlovitch Diakonov) Hurro-Urartian as an Eastern Caucasian language. R. Kitzinger, Munich.
- 1989 Rekonstrukcija drevnekitajskoj fonologičeskoj sistemy (« Reconstruction du système phonologique du chinois ancien ») Nauka, Moscou.
- 1989 Nostratic and Sino-Caucasian. Dans : Vitali Chevorochkine (dir.): Explorations in Language Macrofamilies. Brockmeyer, Bochum.
- 1991 Altajskaja problema i proischoždenije japonskogo jazyka. (« Le problème altaïque et l'origine de la langue japonaise ») Nauka, Moscou.
- 1994 (avec Sergueï Nikolaïev) A North Caucasian etymological dictionary. Asterisk Publishers, Moscou.
- 1996 (avec Ilia Peiros) A comparative vocabulary of five Sino-Tibetan languages. 5 vols. University of Melbourne, Department of Linguistics and Applied Linguistics, Parkville, VIC.
- 2003 (avec Anna Dybo et Oleg Moudrak) Etymological dictionary of the Altaic languages. 3 vol. Brill, Leyde.